# Добри Дуб (Косово Поље)
Добри Дуб (алб. Lismir, Dobërdupi, Dobër Dub) је насеље у општини Косово Поље, Косово и Метохија, Република Србија.

## Географија
Село је у подножју Чичавице, на левој обали Ситнице, иза ушћа једног крака Дренице у Ситницу.

## Историја
Не зна се откад постоји село. У њему је живео један род чије се порекло не зна, те је можда и стариначки. Старине у овом селу су знали Срби Џарлићи у Грачаници и Бабићи у Бресју. По исељавању из Д. Добрева ту су живели Ћирковићи из Батуса и Кузмина. И Дробњаци из Угљара ту су живели све до 1880.

## Порекло становништва по родовима
Подаци о пореклу становништва из тридесетих година XX века.
Српски родови
- Савићи (1 к., Св. Никола), старинци или стари досељеници непознатог порекла.
- Бакшићани (2 к. Св. Тома). Пресељени из Бакшије крајем 18. века.
- Метојчани (5 к., Ђурђиц). Досељени из Метохије (од Пећи) крајем 18. века кад и Метојчани у Преоцу с којима су један род.
- Сиринићани (1 к., Св. Арханђео). Досељени из Сиринића око 1905.

Роми
- Илићи (2 к., Св. Никола). Пресељени из Враголије око 1880.
- Јоксимовићи (1 к., Св. Никола). Старином је из Бабиног Моста, живео у многим косовским селима. У Добром Дубу настањен 1908.
- Авдулаовић (1 к., муслиманин). Живео у многим косовским селима, а у Добром Дубу настањен око 1900.

Албанци мухаџири из топличких села
- Блаца (1 к.), од фиса Краснића, братства Мрипа, из Блаца.
- Реџеповић (2 к.), од фиса Шаље, из Рапшце.
- Гојновц (3 к.), од фиса Климената, из Гојновца.
- Тмавали (3 к.), од фиса Сопа, из Тмаве.
- Ђемниц (2 к.), од фиса Краснића, из Ћемнице.
- Коњух (5 к.), од фиса Сопа, из Коњуха.
- Трнав (7 к.), од фиса Гаша, из Трнаве.
- Обртница (7 к.), од фиса Кпимената, из Орбтинца.

## Демографија
| Година       | 1948 | 1953 | 1961 | 1971 | 1981 | 1991 |
| ------------ | ---- | ---- | ---- | ---- | ---- | ---- |
| Становништво | 538  | 607  | 731  | 921  | 1061 | 1208 |

|  |